# Сухе (Малопольське воєводство)
Сухе (пол. Suche) — село в Польщі, у гміні Поронін Татранського повіту Малопольського воєводства.
Населення — 1253 особи (2011).
У 1975-1998 роках село належало до Новосондецького воєводства.

## Демографія
Демографічна структура станом на 31 березня 2011 року:
|          | Загалом | Допрацездатний вік | Працездатний вік | Постпрацездатний вік |
| -------- | ------- | ------------------ | ---------------- | -------------------- |
| Чоловіки | 638     | 140                | 438              | 60                   |
| Жінки    | 615     | 130                | 352              | 133                  |
| Разом    | 1253    | 270                | 790              | 193                  |